# حامد علیف
حامد علیف جماعت و شهرکی در شمال غربی تاجیکستان است که در ناحیهٔ ظفرآباد ولایت سغد قرار دارد. جمعیت این جماعت ۶٬۸۷۲ نفر است.